# Relations entre Israël et le Kurdistan irakien
L'État d'Israël et le Kurdistan irakien entretiennent des relations informelles étroites, mais n'ont pas de missions diplomatiques formelles sur le territoire de l'autre. Leurs liens sont enracinés dans le soutien historiquement fort d'Israël au peuple kurde et dans son désir de longue date d'autodétermination et d'indépendance nationale au Kurdistan. En 1992, peu après la défaite de l'Irak dans la guerre du Golfe, la région du Kurdistan est reconnue comme une entité autonome et commence à gouverner une partie du Kurdistan irakien, marquant une évolution significative dans le conflit irako-kurde. Le gouvernement irakien et le gouvernement kurde ont des politiques différentes en ce qui concerne l'entrée des citoyens israéliens sur leur territoire : les autorités kurdes acceptent les passeports israéliens à Erbil et à Souleimaniye ; les Israéliens ont droit à une liberté de mouvement régulière dans toute la région du Kurdistan, mais les autorités irakiennes refusent les passeports israéliens et il leur est interdit d’entrer en Irak proprement dit. Les résidents de la région du Kurdistan sont soumis au passeport irakien, qui interdit tout voyage en Israël. Cela est dû au fait que l'Irak, partie au conflit israélo-arabe depuis la fondation de l'État hébreux en 1948, ne reconnaît pas la souveraineté israélienne.
À la lumière du conflit entre Israël et les pays arabes, la région du Kurdistan déclare qu'il n'y a aucune raison d'animosité entre les Kurdes et les Israéliens. En 2017, le gouvernement israélien a ouvertement exprimé son soutien à la création d’un État kurde indépendant. Les relations entre les deux parties se sont heurtées à l’antisémitisme et au sentiment anti-kurde (en) de la part de la Ligue arabe, de l’Iran et de la Turquie,.

### Lectures complémentaires
- Ofra Bengio, Jews, Israel and the Kurds: unravelling the myth, vol. 27, 2021, 827–851 p. (DOI 10.1080/13537121.2021.1968209, S2CID 237618699), chap. 5